# Grive Rouge

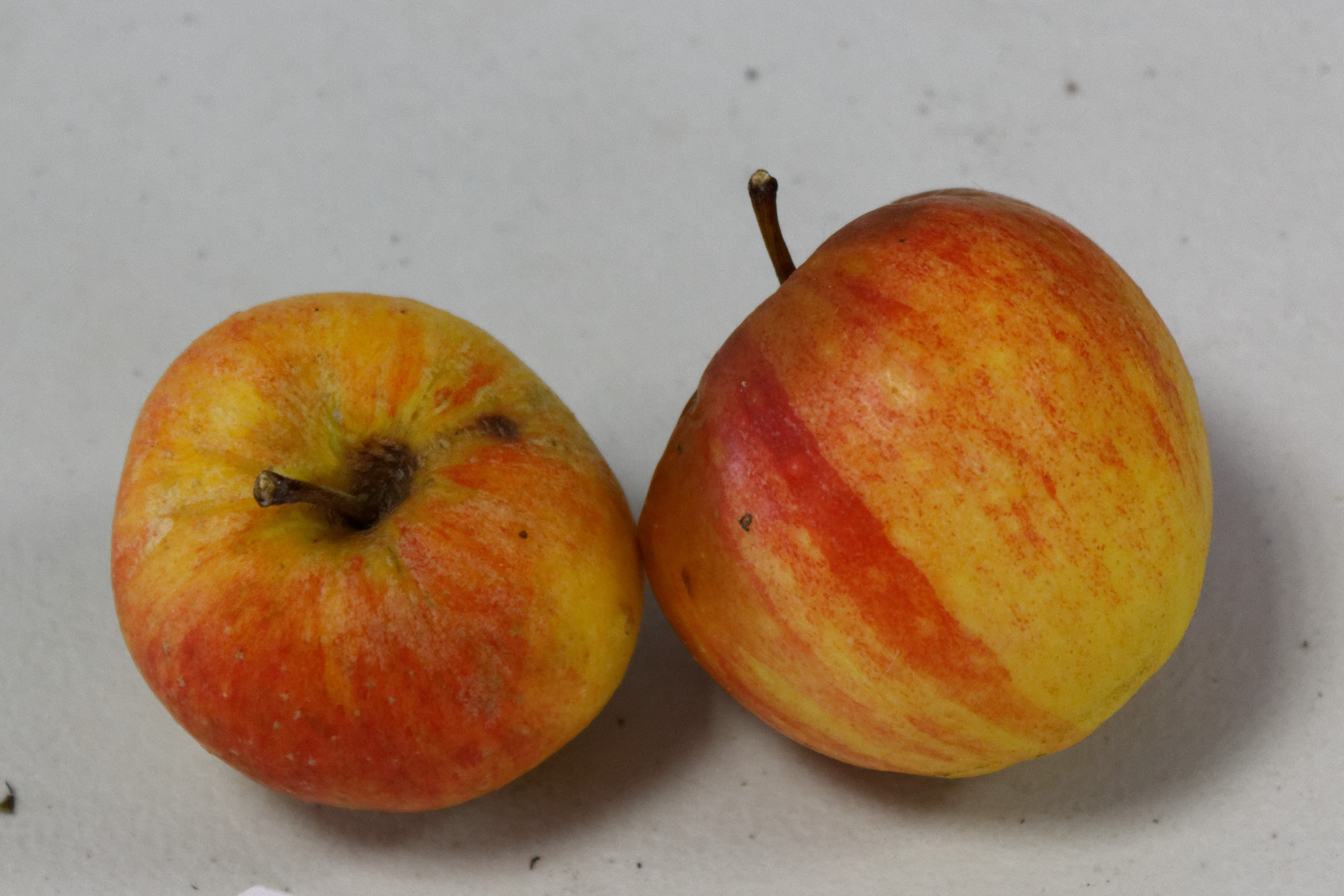
Grive rouge à mi-octobre

La pomme de Grive Rouge est le fruit d'un cultivar de pommier domestique.

## Origine
???

## Parenté
descendants:
- Deltana: (Golden Delicious x Grive Rouge) x Florina.

## Description du fruit
- Usage: à couteau
- Calibre: moyen
- Forme: ???
- Lenticelles: ???

## Pollinisation
cultivar très fertile,
- Groupe de floraison: ???
- S-génotype: ???
- Pollinisateurs: ???

## Maladies
- Tavelure: ???
- Mildiou : ???
- Feu bactérien: ???
- Rouille: ???
- Pucerons: ???

## Culture
- Vigueur du cultivar: ???
- Porte-greffe: ???
- Consommation: Septembre à Octobre.